# Theodor Theodorovič Ertel
Theodor Theodorovič Ertel (rusko Фёдор Фёдорович Эртель), ruski general pruskega rodu, * 1768, † 1825.
Bil je eden izmed pomembnejših generalov, ki so se borili med Napoleonovo invazijo na Rusijo; posledično je bil njegov portret dodan v Vojaško galerijo Zimskega dvorca.

## Življenje
Izhajal je iz revne pruske plemiške družine.
Leta 1778 je kot kadet vstopil v polk pruske vojske; leta 1784 je bil povišan v zastavnika. A že istega leta je zapustil vojaško službo in se odpravil v Rusijo. 31. marca 1785 je bil kot zastavnik sprejet v 1. pomorski bataljon v Gačinskemu. 1. maja 1786 je bil povišan v podporočnika. Naslednje leto je prostovoljno odšel v boje proti Švedom; 23. avgusta 1789 je bil hudo ranjen zaradi česar je izgubil desno oko. Posledično je bil 3. oktobra istega leta odpuščen iz vojaške službe s činom višjega majorja.
Leta 1791 je postal član jamburškega okrožnega sodišča, nato pa ga je leta 1793 veliki vojvoda Pavel pooblastil za ustanovitev grenadirskega polka v Gačinskemu. 30. januarja 1796 je ponovno zapustil vojsko in na priporočilu Pavla postal odvetnik v Viborgu. 
12. novembra 1796 se je ponovno vrnil v vojaško službo in sicer je postal major v Leib grenadirskem polku, kjer je deloval kot inštruktor. Po ustoličenju Pavla I. se je njegova vojaška kariera bliskovito povzpela; v dveh letih je postal podpolkovnik in 10. decembra 1798 pa še generalmajor. 
Potem, ko je bil Aleksander I. Ruski ustoličen za carja, je bil odstranjen iz vojaške službe. 17. marca 1802 je bil ponovno sprejet v vojsko kot poveljnik Butirskega mušketirskega polka. Zadolžen je bil za uspostavitev oskrbovalnega sistema v Peterburgu; za uspešno organizacijo je bil 17. februarja 1811 povišan v generalporočnika. 
12. oktobra 1811 je postal divizijski poveljnik rekrutnega taborišča drugega razreda; 22. novembra istega leta pa je postal poveljnik 2. rezervnega korpusa, s katerim se je udeležil patriotske vojne. 10. decembra 1812 pa je bil imenovan za generalnega policijskega šefa vseh armad s pravico poveljnika samostojnega korpusa. Po podpisu drugega pariškega miru (1815) je postal generalni policijski šef 1. armade. 